# Nagykónyi
Nagykónyi község Tolna vármegyében, a Tamási járásban. Tölgyesek és mohos bükkösök határolják e jellegzetes dunántúli tájat. A Koppány folyó a község északi részét szeli át. A település közvetlen közelében található a gyulaji erdő, amely a környékbeliek közül sokaknak ad munkát, a látogatóknak pedig gyönyörű látványt nyújt. Jellegzetes növénye a kárpáti sáfrány, amely hazánkban ezen a vidéken kívül csak a soproni erdőségekben található meg.

## Fekvése
Tamásitól 7 kilométerre délnyugatra fekszik a 61-es főút mentén. Iregszemcsével és Újireggel a Tamásit mentesítő 651-es főút kapcsolja össze – ezen érhető el Medgyespuszta nevű településrésze is –, Törökkoppányon át Somogyacsáig pedig a 6508-as út vezet a településről nyugati irányban.

## Története
Nagykónyi népes település volt már a 13. században. A község 700 éves múltját idézi a település címere is. A Koppány folyónak meghatározó szerepe lehetett a település kialakulásában, amint a címeren látható vörös harántpólya és a halbőségre utaló három aranyló hal is mutatja. Az arany szőlőkaró a település régi nevére utalhat (Kulni), melynek alapszava a szláv eredetű kul („hegyes karó, kitűző cölöp”). A bagoly a címeren arra utal, hogy a település határán állt a Bagó-hegyi vár, amely fontos szerepet töltött be a közlekedés ellenőrzésében (országút vezetett erre már a 11. században).
A felsőnyéki, döbröközi és a dombói (ma Dombóvár) várakat egy bizonyos III. János birtokolta, aki a Héder-nembeli oligarcha kőszegi család sarja volt. 1333–1335-ben a pápai adókönyvek szerint Péter volt a kónyi plébános. Száz évig nincs hír a településről. Medgyes-Ireg eladásánál 1419-ben Kónyi István unokája, András adatolt mint tahi Tah Miklós rokona. Györgynek, aki a Szűz Mária tiszteletére szentelt nagykónyi templom plébánosa volt 1423-ban, Rómából teljes búcsút engedélyeznek. Újabb száz év telik el, amíg 1526-ban egy nagykónyi nemes, Ostba Mátyás kerül említésre. Nagykónyi a koppányi szandzsákhoz tartozott a török hódoltság idején. Az Esterházyaknál az 1622. évi összeírásban a település a koppányi vár tartozékaként szerepel. Az adókönyv 1651–1652. évi írása szerint Kónyi lakatlan. Az Eszterházy adókönyv 1669. évi írása alapján rácok lakták a települést. Pusztaként említik ismét 1696-ban. Lipót király 1702-ben herceg Esterházy Pálnak adományozta Kónyit. A török kiűzése után a földesúr 1701. április 24-én engedélyt adott Nagy Miklósnak Kónyi, Kulcsár és Inok benépesítéséhez. Akik letelepedtek, három évig minden robot és teher alól mentesek lettek. 
A Rákóczi-szabadságharcban a rácok tizenhat házat gyújtottak fel Kónyiban. Török Istvánt és Török Jánost megölték, de lakosok átvészelték a támadást és az állatok nagy része is megmaradt. Országos összeírás szerint a falunak 1715-ben száztíz, 1720-ban százhúsz lakosa volt. A kónyi hídon a helyi uraság vámot szedett. A falunak nem volt papja a török kiűzése után. A falu temploma földig volt rombolva, ezért egy kijelölt házban tartották az istentiszteletet. 1719-ben a régi romok fölé fatemplomot építettek. Ebből arra lehet következtetni, hogy Kiskónyi onnan északnyugatra volt. Újhelyi Mihály Gábor volt a település első plébánosa 1721-ben. A templom hajója fa szerkezetű volt az 1733. évi leírás szerint. A szentélye téglából, teteje nádból készült, elején fatorony volt, két haranggal. A településen lévő iskola igazgatója 1722-ben Horváth János volt. Nagykónyiban hétszáz embert számoltak össze 1753-ban. 1848-ban tűzvész pusztította el a falu egy részét a hagyomány szerint. Ezután német ajkú családok költöztek be egy-két évtizeden keresztül. A Bach-korszakban betelepült németek kedvezményeket kaptak. 
A második világháború idején Kónyi környékén komolyabb harcok nem voltak, de a lakosság vesztesége hetvenkét főt tett ki, az 1941-es és 1949-es népszámlálás adatainak különbségéből következtetve. A veszteség hősi halottakból, deportáltakból, kitelepítettekből, új hadifogságba kerültekből állt. A település lakóinak fő foglalkozása mindig az állattenyésztés és a földművelés volt. A falu népe e két termelési ágat a kor színvonalának megfelelően művelte. Az itt élők életében a mai napig fontos szerepet tölt be a szőlőművelés. A méhészkedésnek is fontos szerepe volt a faluban. 1945 előtt viszonylag nagy volt a törpebirtokosok száma, de a földnélküliek rétegéhez is elég sokan tartoztak. Az első termelőszövetkezet 1948-ban alakult Alkotmány TSZ néven, ez viszont kevés tagot számlált. 1949-ben vezették be a villanyt a faluba, és kövesutat építettek Nagykónyi és Kocsola között. 1960-ban megalakult a Haladás TSZ, ezzel megszűnt az egyéni gazdálkodás. Az 1994-es adatok szerint ezernégyszáznyolcvanöt fő volt a falu lakóinak száma. Az 1960-as évek után egyre több családban jelent meg a gépkocsi, televízió és a korszerű háztartási gépek. Az 1871-ben épült két tantermes iskolát hat tantermesre alakították, 1986-ban még három tanteremmel bővítették.

## Közélete

### Polgármesterei
- 1990–1994: Hegedüs Károlyné (független)[4]
- 1994–1998: Csató Iván (független)[5]
- 1998–2002: Csató Iván (független)[6]
- 2002–2006: Szabó Péter (független)[7]
- 2006–2010: Szabó Péter (független)[8]
- 2010–2014: Szabó Péter (független)[9]
- 2014–2019: Pusztai László (független)[10]
- 2019–2024: Pusztai László (Fidesz-KDNP)[11]
- 2024– : Pusztai László (Fidesz-KDNP)[1]

## Látnivalók
- Szent Vendel-szobor: Szent Vendel a jószágtartók védőszentje. 1908-ban emelték. Azokban az időkben kivétel nélkül minden háznál tartottak kisebb-nagyobb jószágokat.[12]

A tizenkilencedik század végén ezen a helyen csak egy jelentéktelen forrás nyomai látszottak. Az ezerkilencszázas évek első évtizedében e vidéken egy lázzal összekötött fekélyes, daganatos, ragályos különös betegség (kolera) lépett fel, amely betegségtől nemcsak a helybeli, de a környékbeli lakosságnak is sokat kellett szenvednie. E betegségben szenvedők csak vizet kívántak, és ezen óhajukat e kis forrásból elégítették ki. Mindenkinek a bámulatára, mindazok, akik e kis forrás vizéből ittak, e lázas betegségből gyorsan kigyógyultak, és rövid pihenés után újult erővel folytathatták munkájukat. E különös esetek a híre igen gyorsan messze vidékre elterjedt, úgyhogy azontúl a nép tömegesen kereste fel ezt a helyet, hogy otthon fekvő betegeik számára e gyógyforrás vizéből hazavigyenek. E forrás vizétől igen sokan visszanyerték egészségüket, ezért azt „Szentkútnak” nevezték el. Így járt Csima Ferenc és neje Jánosi Rozália is, akik fogadalmat tettek, ha megmenekül e ronda betegségtől, ők és családjuk kápolnát építtet erre a helyre a betegek gyámolának tiszteletére, Szent Rókusnak. A kért segítség nem maradt el, ahogy a fogadalom beváltása sem. Ezért 1907-ben megépült a Szent Rókus-kápolna a szentkút melletti tisztáson. A kápolnát és környékét Csima Ferenc és neje, később fiuk, Csima Ignác és neje, Sött Katalin gondozták, szépítgették. A kápolna felépülése után körmenetben éneklő asszonnyal, gyertyákkal, mécsesekkel rendszeresen kijártak az emberek imádkozni Szent Rókushoz, hogy megvédelmezze őket a betegségek ellen. Szent Rókus napja (augusztus 16.) a Nagykónyiak fogadott ünnepe volt. Ilyenkor misét mondtak a kápolnánál. A kápolnát 1930-ban újították először fel, ami egy szép Szűz Mária-faszobornak adott otthont és egy Szent Rókus-képnek. A szobrot egy nagy árvíz hozta Kocsola felől magával. 1997-re az állapota igen leromlott. Ekkor újította fel a vadásztársaság abból a fogadalomból, hogy létrejöhettek. A Szentkutat kikövezték és rákerült egy Norton-kút Szent Hubertusz-mise keretében. 2020-ra a kápolna állapota és környéke megint csak leromlott. Ekkor Sütő Ignác és családja révén újabb felújításra került a kápolna és környéke. 2020. június 4-én Trianon 100., gyászos évfordulója alkalmából a kútfőre márvány keresztet emelt a Sütő család.

### Galéria

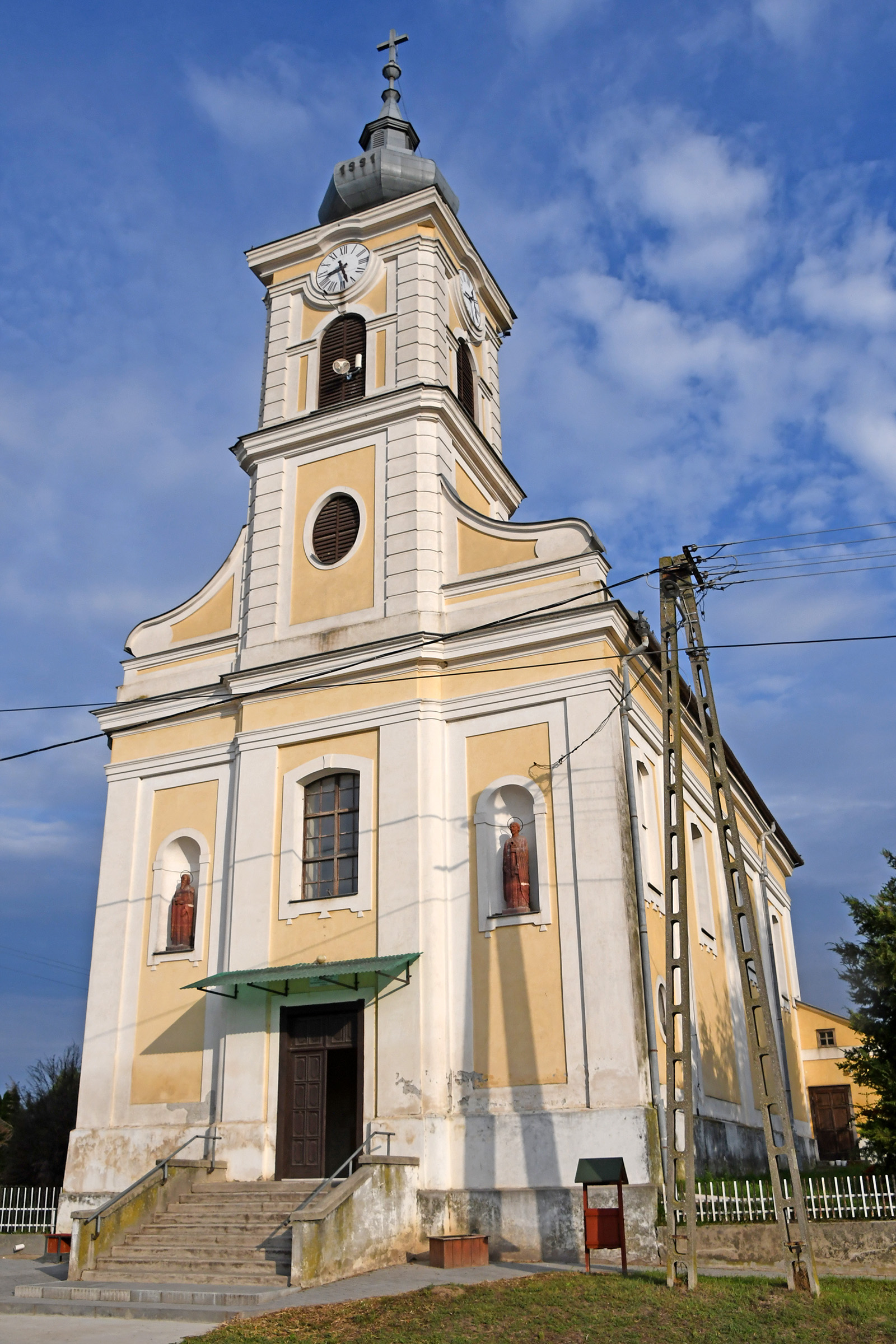
Római katolikus templom
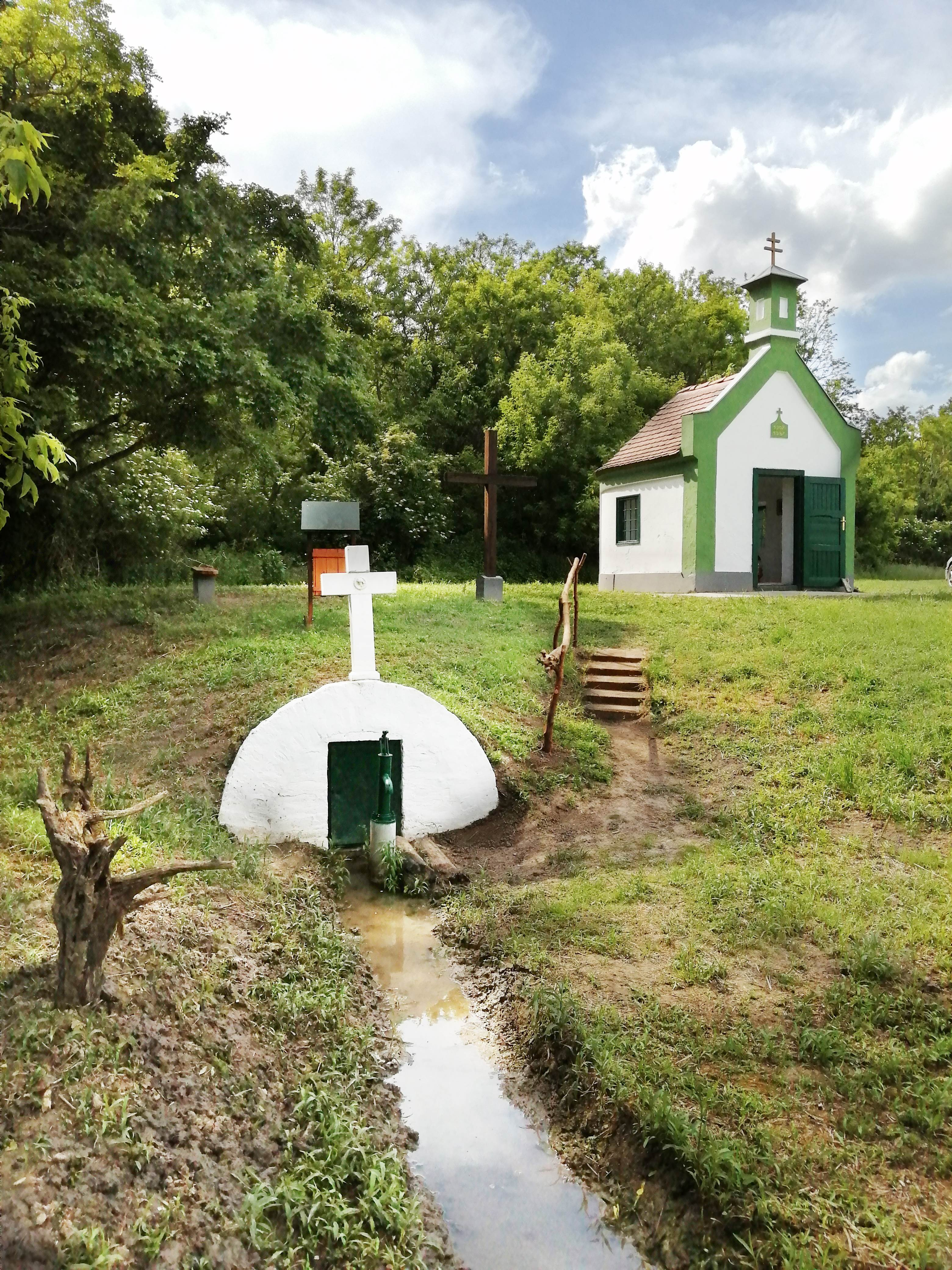
A szentkúti Szent Rókus-kápolna
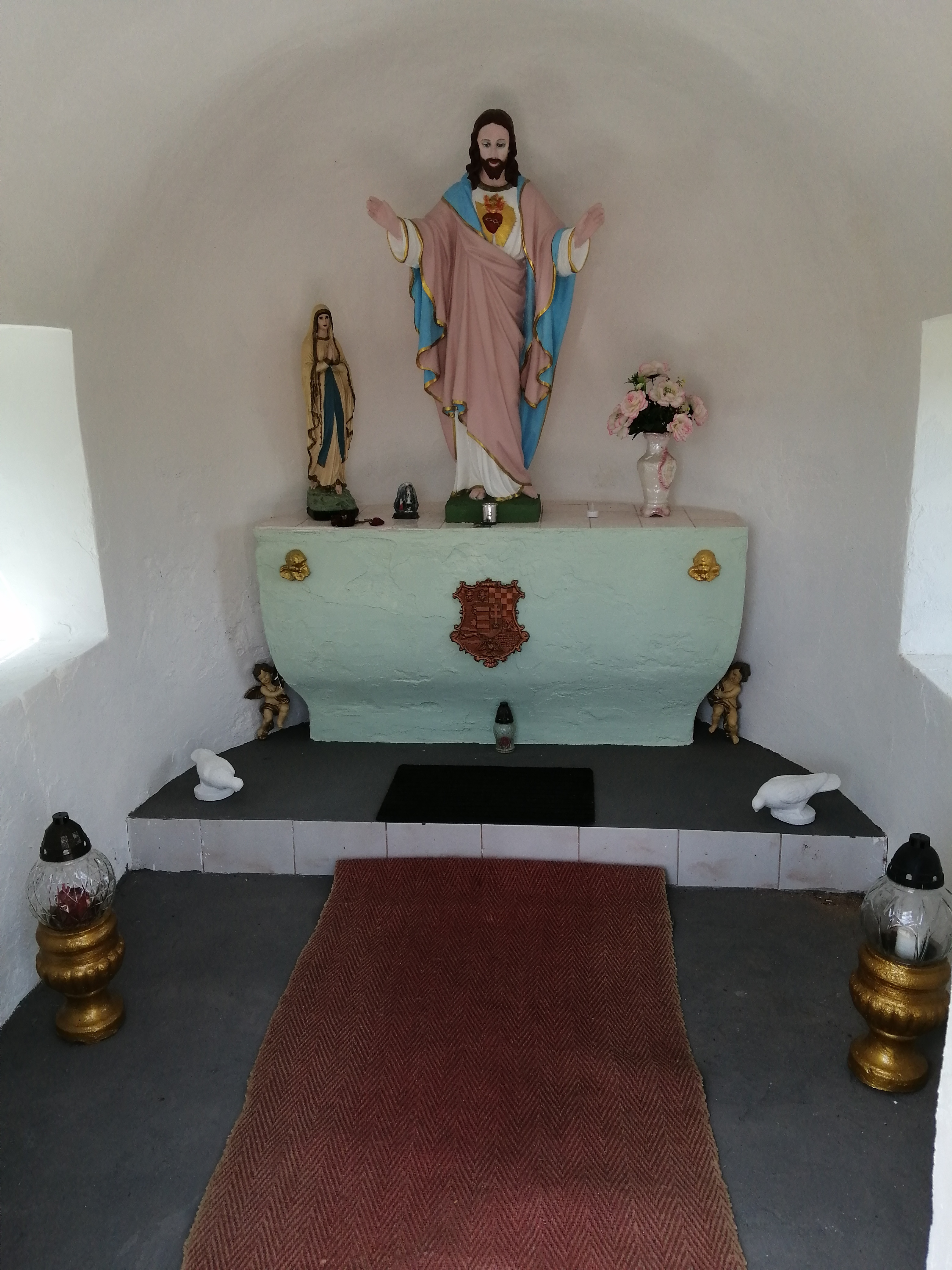
A szentkúti Rókus-kápolna belső tere
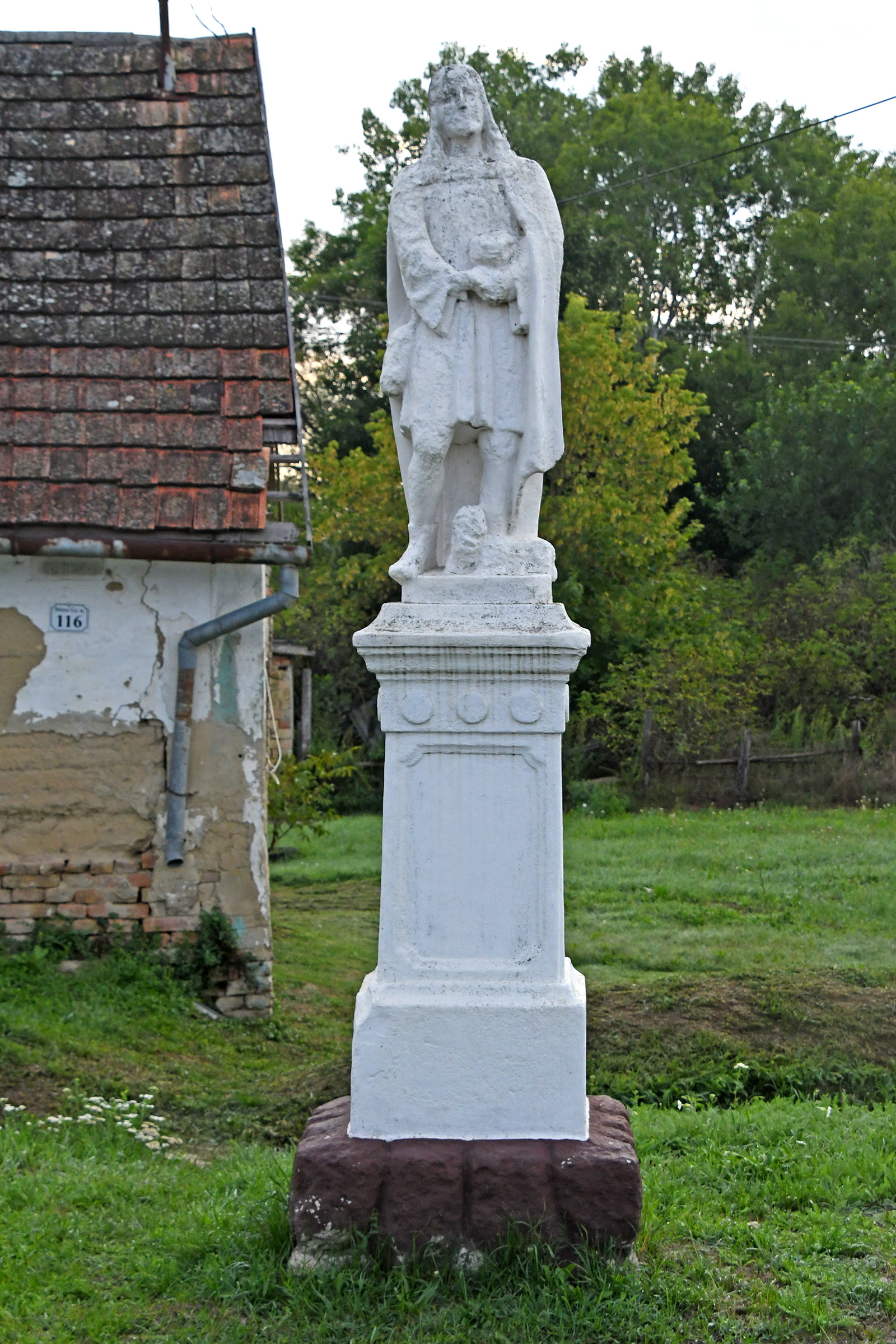
Szent Vendel-szobor
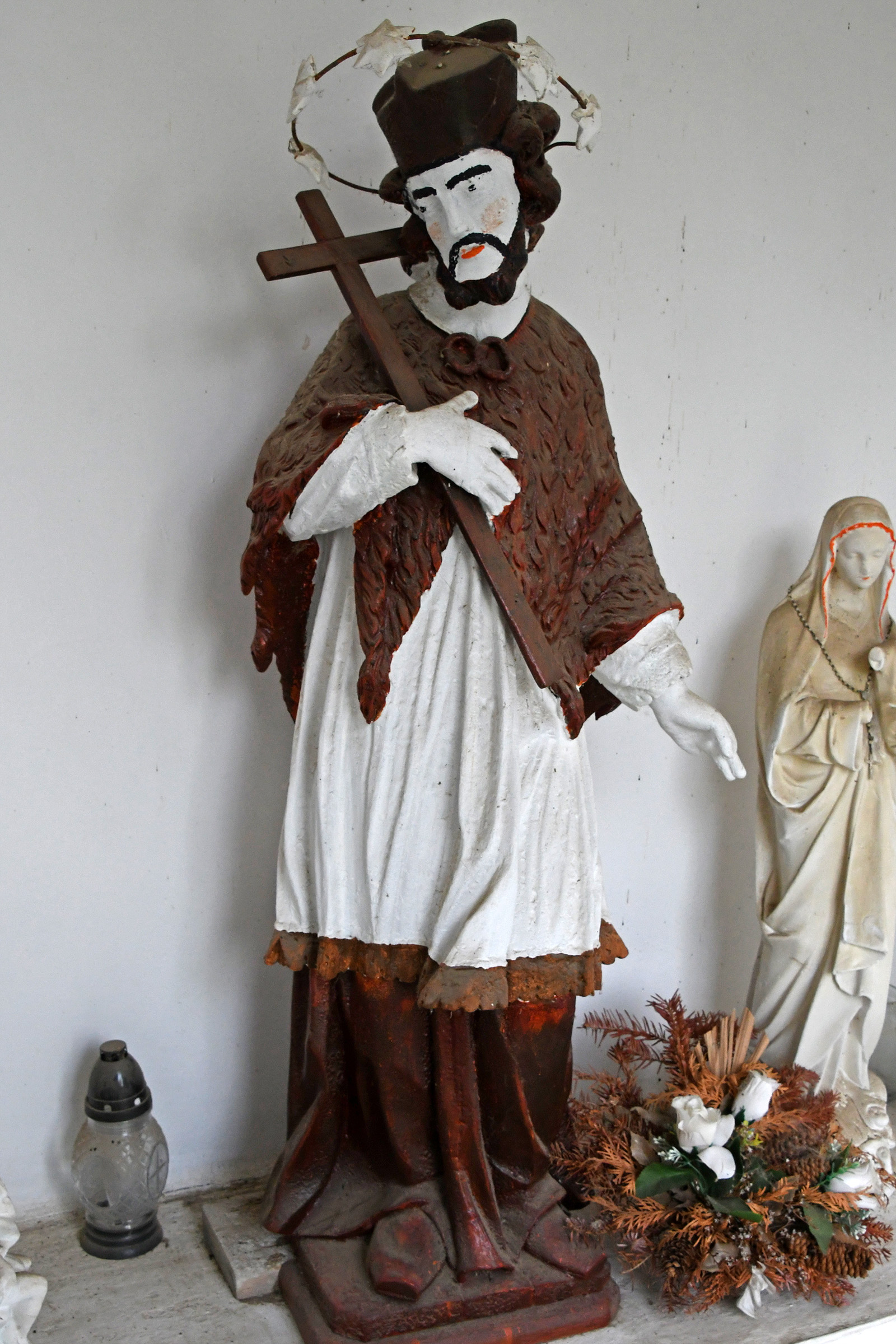
Nepomuki Szent János-szobor

## Hagyományok
Nagykónyi kulturális élete igen színes múltra tekint vissza. Bár a mai lakosok életében már csak halvány emlék, a farsangnak régen külön hagyománya volt. Akkoriban két napon át tartott a mulatozás, a bál csak másnap szokott kezdődni. s a harmadik napon 11 órakor ért véget. Farsang után következett a hamvazószerda, amit itt régen kántor szerdának hívtak.
Tavaszi hagyomány volt a májusfaállítás: a kislányoknak csak orgonát tűztek a kerítésre a kiskapu mellé, de a nagyobb lányoknak, akiknek már szeretőjük is volt, májusfát állítottak a házuk elé. Az őszi szüreti felvonulás mai napig élő hagyomány. A település hagyományos régi viseletéhez tartozik a pille, egy különleges fejdísz, mely más népviseletekben is fellelhető, de mindnek egyedi a kialakítása, formája.

## Népesség
A település népességének változása:
| Lakosok száma | 1144 | 1120 | 1099 | 991  | 972  | 965  | 957  |
|               | 2013 | 2014 | 2015 | 2021 | 2022 | 2023 | 2024 |

A 2011-es népszámlálás során a lakosok 89,2%-a magyarnak, 12,5% cigánynak, 1,4% németnek, 0,3% románnak, 0,2% bolgárnak, 0,2% lengyelnek mondta magát (9,5% nem nyilatkozott; a kettős identitások miatt a végösszeg nagyobb lehet 100%-nál). A vallási megoszlás a következő volt: római katolikus 66,2%, református 2,5%, evangélikus 0,2%, felekezeten kívüli 13,2% (17,8% nem nyilatkozott).
2022-ben a lakosság 75,6%-a vallotta magát magyarnak, 8,2% cigánynak, 1,2% németnek, 0,5% románnak, 0,1-0,1% görögnek, ukránnak és szlováknak, 1,4% egyéb, nem hazai nemzetiségűnek (23,1% nem nyilatkozott; a kettős identitások miatt a végösszeg nagyobb lehet 100%-nál). Vallásuk szerint 43,3% volt római katolikus, 1,9% református, 0,4% evangélikus, 0,2% görög katolikus, 0,1% izraelita, 0,4% egyéb keresztény, 0,8% egyéb katolikus, 8,3% felekezeten kívüli (44,4% nem válaszolt).

## Itt született
- 1907. július 27-én Sárdy János színművész, operaénekes
- 1912. június 21-én Szőke Lajos szobrászművész
- 1923. január 1-jén Tamási Lajos költő
- 1940. október 18-án dr. Szabó József magyar nyelvész, a Szegedi Tudományegyetem egyetemi tanára, kb. 250 publikáció, cikk, tanulmány valamint 8 könyv (ebből 4 nagykónyi vonatkozású) szerzője
- 1946. szeptember 13-án dr. Orbán Gyula vegyészmérnök, a Budapesti Műszaki és Gazdaságtudományi Egyetem tiszteletbeli tanára, megannyi emberi gyógyszer és állatgyógyászati termék feltalálója